# Temporada da WTA de 2025
A temporada da WTA de 2025 é o circuito feminino das tenistas profissionais de elite para o ano em questão. A Associação de Tênis Feminino (WTA) organiza a maioria dos eventos – os WTA 1000, os WTA 500, os WTA 250, o WTA Finals e a United Cup, enquanto que a Federação Internacional de Tênis (ITF) tem os torneios do Grand Slam e a Copa Billie Jean King.

## Transmissão
Esta é a lista de países e canais designados a transmitir os torneios organizados pela WTA durante a temporada em questão:
Países lusófonos

| País(es)                                                                                 | Canal(is)     |
| ---------------------------------------------------------------------------------------- | ------------- |
| Angola · Cabo Verde · Guiné Equatorial · Guiné-Bissau · Moçambique · São Tomé e Príncipe | SuperSport    |
| Brasil                                                                                   | Disney+ ESPN  |
| Portugal                                                                                 | Eleven Sports |

Resto do mundo
| País(es) | Canal(is)                          |
| Países avulsos |                                    |
| --- | ---------------------------------- |
| internet (mundialmente) | WTA TV                             |
| Américas |                                    |
| Canadá | DAZN TSN TVA [en]                  |
| Estados Unidos | Tennis Channel                     |
| Ásia |                                    |
| China | Youku                              |
| Coreia do Sul | CJ ENM                             |
| Filipinas | TAP DMV [en]                       |
| Hong Kong | Now TV [en]                        |
| Índia | Tennis Channel                     |
| Indonésia | Reddentes                          |
| Israel | Charlton                           |
| Japão | DAZN                               |
| Singapura | StarHub                            |
| Tailândia | TrueVisions [en]                   |
| Taiwan | Sportcast                          |
| Turquia | beIN Digiturk [en]                 |
| Europa |                                    |
| Bélgica | Play Sports [en] Telenet           |
| Dinamarca | TV 2                               |
| Espanha | DAZN Tennis Channel TV3 TVE        |
| França | beIN Sports                        |
| Hungria | Match4 [hu] Network4 (Arena4 [hu]) |
| Polónia | Canal+                             |
| Roménia | Digi Sport Romênia [en]            |
| Oceania |                                    |
| Austrália | beIN Sports                        |
| Nova Zelândia | TVNZ                               |
| Regiões |                                    |
| América Central América do Sul | ESPN (América Latina)              |
| Caribe | SportsMax [es]                     |
| Agrupamentos |                                    |
| África |                                    |
| África do Sul · Ilha de Ascensão · Botswana · Comores · Djibouti · Eritreia · Eswatini · Etiópia · Gâmbia · Gana · Lesoto · Libéria · Malawi · Maurícia · Mayotte · Namíbia · Nigéria · Quénia · Reunião (departamento) · Santa Helena (território) · Serra Leoa · Socotorá · Somália · Tanzânia · Uganda · Zâmbia · Zanzibar · Zimbabwe | SuperSport                         |
| Benim · Burquina Fasso · Burundi · Camarões · Chade · Congo · Costa do Marfim · Gabão · Guiné · Madagascar · Mali · Mauritânia · Níger · República Centro-Africana · República Democrática do Congo · Ruanda · Seicheles · Senegal · Togo                                                                                                | New World TV [fr] Supersport       |
| Ásia |                                    |
| Arménia · Azerbaijão · Cazaquistão · Quirguistão · Tajiquistão · Turquemenistão · Uzbequistão | Setanta Sports [en]                |
| Europa |                                    |
| Alemanha · Áustria · Irlanda · Itália · Liechtenstein · Luxemburgo · Reino Unido · San Marino · Suíça · Vaticano | Sky Sports                         |
| Bósnia e Herzegovina · Croácia · Eslovénia · Kosovo · Macedónia do Norte · Montenegro · Sérvia | Sport Klub [en]                    |
| Chéquia · Eslováquia | AMC Networks Canal+                |
| Chipre · Grécia | Nova Sports [en]                   |
| Estónia · Letónia · Lituânia · Moldávia · Ucrânia | Setanta Sports [en]                |

## Calendário

### Países
| Torneios | País(es)                                                                                             | País(es)                                                                                          |
| -------- | --- | ------------------------------------------------------------------------------------------------- |
| 8        | Estados Unidos                                                                                       | Estados Unidos                                                                                    |
| 7        | China                                                                                                | China                                                                                             |
| 5        | Austrália                                                                                            | Austrália                                                                                         |
| 4        | Alemanha                                                                                             | Grã-Bretanha                                                                                      |
| 3        | França                                                                                               | México                                                                                            |
| 2        | Emirados Árabes Unidos                                                                               | Japão                                                                                             |
| 1        | Arábia Saudita · Áustria · Canadá · Catar · Chéquia · Colômbia · Coreia do Sul · Espanha · Hong Kong | Hungria · Itália · Marrocos · Nova Zelândia · Países Baixos · Roménia · Singapura · TBD · Tunísia |

### Mudanças
- Torneio(s):
  - Debutantes: Queen's[nota 2];
  - Extintos ou cancelados: Birmingham, Hua Hin 1 e 2, Iași, Palermo e San Diego;
  - Retomados: Hamburgo, Liampó (WTA 250) (Liampó 1) e Singapura;
  - Promovido: 
    - WTA 250 para WTA 500: Mérida.

  - Rebaixado: 
    - WTA 500 para WTA 250: Eastbourne.

  - Piso: Praga (saibro para duro);
  - Transferidos: Iași para Hamburgo.

- Datas:
  - Tornou-se torneio de 12 dias: WTA do Canadá (Montreal/Toronto) e Cincinnati;
  - 35 semanas antes: Mérida;
  - 4 semanas antes: Liampó (WTA 500);
  - 1 semana antes: Washington;
  - 1 semana depois: Nottingham.

- Movimentações de rotina:
  - Cidade: Toronto para Montreal (troca anual entre ATP e WTA);
  - Sai: Tênis nos Jogos Olímpicos.

### Mês a mês

#### Legenda
Abaixo estão exemplos, com explicações usando o elemento dica de contexto. Basta passar o cursor sobre cada linha pontilhada para lê-las.
| Semana de                   | Torneio                                                                                        | Campeã(s)(o/ões)            | Vice-campeã(s)(o/ões)     | Resultado            |
| --------------------------- | ---------------------------------------------------------------------------------------------- | --------------------------- | ------------------------- | -------------------- |
| 16 de janeiro 23 de janeiro | Australian Open · Melbourne, Austrália · Grand Slam · A$ 12.176.550 – duro – 128S•96Q•64D•32DM | jogador(a) 1                | jogador(a) 2              | 7–61, 4–6, 7–6(10–6) |
| 16 de janeiro 23 de janeiro | Australian Open · Melbourne, Austrália · Grand Slam · A$ 12.176.550 – duro – 128S•96Q•64D•32DM | jogador(a) 3 · jogador(a) 4 | jogador(a) 5 jogador(a) 6 | 4–6, 6–4, [11–9]     |
| 16 de janeiro 23 de janeiro | Australian Open · Melbourne, Austrália · Grand Slam · A$ 12.176.550 – duro – 128S•96Q•64D•32DM | jogadora 7 jogador 8        | jogadora 9 jogador 10     | 6–2, 4–6, [10–3]     |

| Casos excepcionais | Premiação               | Grand Slam | Grand Slam | Grand Slam |
| Casos excepcionais | Premiação               | Variável   |            |            |
| Casos excepcionais | Número de participantes | QD         | E          |            |
| Casos excepcionais | Ordenação dos torneios  |            |            |            |

| Ícones | Clicável      |                                        |                                           |
| Ícones | Clicável      | edição do torneio                      |                                           |
| Ícones | Não-clicáveis |                                        | primeiro título conquistado na modalidade |
| Ícones | Não-clicáveis | o(a) jogador(a)/país defendeu o título |                                           |

#### Janeiro
| Semana de                   | Torneio | Campeã(s)(o/ões)                                                                                                 | Vice-campeã(s)(o/ões)                                                                                           | Resultado        |
| --------------------------- | --- | --- | --- | ---------------- |
| 30 de dezembro              | Brisbane International Brisbane, Austrália WTA 500 US$ 1.520.600 – duro – 48S•24Q•16D                                      | Aryna Sabalenka                                                                                                  | Polina Kudermetova                                                                                              | 4–6, 6–3, 6–2    |
| 30 de dezembro              | Brisbane International Brisbane, Austrália WTA 500 US$ 1.520.600 – duro – 48S•24Q•16D                                      | Mirra Andreeva · Diana Shnaider                                                                                  | Priscilla Hon Anna Kalinskaya                                                                                   | 7–66, 7–5        |
| 30 de dezembro              | ASB Classic Auckland, Nova Zelândia WTA 250 US$ 275.094 – duro – 32S•24Q•16D                                               | Clara Tauson | Naomi Osaka | 4–6, ab.         |
| 30 de dezembro              | ASB Classic Auckland, Nova Zelândia WTA 250 US$ 275.094 – duro – 32S•24Q•16D                                               | Jiang Xinyu Wu Fang-hsien                                                                                        | Aleksandra Krunić Sabrina Santamaria                                                                            | 6–3, 6–4         |
| 30 de dezembro              | United Cup Perth, Austrália Sydney, Austrália Competição de curta duração entre países – mista US$ 11.170.000 – duro – 18E | Estados Unidos · Danielle Collins · Taylor Fritz · Robert Galloway · Coco Gauff · Desirae Krawczyk · Denis Kudla | Chéquia · Marek Gengel · Gabriela Knutson · Tomáš Macháč · Karolína Muchová · Patrik Rikl · Vendula Valdmannová | 2–0              |
| 6 de janeiro                | Adelaide International Adelaide, Austrália WTA 500 US$ 922.573 – duro – 30S•24Q•16D                                        | Madison Keys | Jessica Pegula                                                                                                  | 6–3, 4–6, 6–1    |
| 6 de janeiro                | Adelaide International Adelaide, Austrália WTA 500 US$ 922.573 – duro – 30S•24Q•16D                                        | Guo Hanyu Alexandra Panova                                                                                       | Beatriz Haddad Maia Laura Siegemund                                                                             | 7–5, 6–4         |
| 6 de janeiro                | Hobart International Hobart, Austrália WTA 250 US$ 275.094 – duro – 32S•24Q•16D                                            | McCartney Kessler                                                                                                | Elise Mertens                                                                                                   | 6–4, 3–6, 6–0    |
| 6 de janeiro                | Hobart International Hobart, Austrália WTA 250 US$ 275.094 – duro – 32S•24Q•16D                                            | Jiang Xinyu Wu Fang-hsien                                                                                        | Monica Niculescu Fanny Stollár                                                                                  | 6–1, 7–66        |
| 13 de janeiro 20 de janeiro | Australian Open Melbourne, Austrália Grand Slam A$ 43.608.375 – duro – 128S•128Q•64D•32DM                                  | Madison Keys | Aryna Sabalenka                                                                                                 | 6–3, 2–6, 7–5    |
| 13 de janeiro 20 de janeiro | Australian Open Melbourne, Austrália Grand Slam A$ 43.608.375 – duro – 128S•128Q•64D•32DM                                  | Kateřina Siniaková Taylor Townsend                                                                               | Hsieh Su-wei Jeļena Ostapenko                                                                                   | 6–2, 46–7, 6–3   |
| 13 de janeiro 20 de janeiro | Australian Open Melbourne, Austrália Grand Slam A$ 43.608.375 – duro – 128S•128Q•64D•32DM                                  | Olivia Gadecki · John Peers                                                                                      | Kimberly Birrell John-Patrick Smith                                                                             | 3–6, 6–4, [10–6] |
| 27 de janeiro               | Upper Austria Ladies Linz Linz, Áustria WTA 500 € 925.661 – duro (coberto) – 28S•24Q•16D                                   | Ekaterina Alexandrova                                                                                            | Dayana Yastremska                                                                                               | 6–2, 3–6, 7–5    |
| 27 de janeiro               | Upper Austria Ladies Linz Linz, Áustria WTA 500 € 925.661 – duro (coberto) – 28S•24Q•16D                                   | Tímea Babos Luisa Stefani                                                                                        | Lyudmyla Kichenok Nadiia Kichenok                                                                               | 3–6, 7–5, [10–4] |
| 27 de janeiro               | Singapore Tennis Open · Singapura · WTA 250 · US$ 275.094 – duro (coberto) – 32S•24Q•16D                                   | Elise Mertens | Ann Li | 6–1, 6–4         |
| 27 de janeiro               | Singapore Tennis Open · Singapura · WTA 250 · US$ 275.094 – duro (coberto) – 32S•24Q•16D                                   | Desirae Krawczyk Giuliana Olmos                                                                                  | Wang Xinyu Zheng Saisai                                                                                         | 7–5, 6–0         |

#### Fevereiro
| Semana de       | Torneio | Campeã(s)                            | Vice-campeã(s)                        | Resultado        |
| --------------- | --- | ------------------------------------ | ------------------------------------- | ---------------- |
| 3 de fevereiro  | Mubadala Abu Dhabi Open Abu Dhabi, Emirados Árabes Unidos WTA 500 US$ 1.064.510 – duro – 28S•24Q•16D           | Belinda Bencic                       | Ashlyn Krueger                        | 4–6, 6–1, 6–1    |
| 3 de fevereiro  | Mubadala Abu Dhabi Open Abu Dhabi, Emirados Árabes Unidos WTA 500 US$ 1.064.510 – duro – 28S•24Q•16D           | Jeļena Ostapenko Ellen Perez         | Kristina Mladenovic Zhang Shuai       | 6–2, 6–1         |
| 3 de fevereiro  | Transylvania Open Cluj-Napoca, Romênia WTA 250 US$ 275.094 – duro (coberto) – 32S•24Q•16D                      | Anastasia Potapova                   | Lucia Bronzetti                       | 4–6, 6–1, 6–2    |
| 3 de fevereiro  | Transylvania Open Cluj-Napoca, Romênia WTA 250 US$ 275.094 – duro (coberto) – 32S•24Q•16D                      | Magali Kempen · Anna Sisková         | Jaqueline Cristian Angelica Moratelli | 6–3, 6–1         |
| 10 de fevereiro | Qatar TotalEnergies Open Doha, Catar WTA 1000 US$ 3.664.963 – duro – 56S•32Q•28D                               | Amanda Anisimova                     | Jeļena Ostapenko                      | 6–4, 6–3         |
| 10 de fevereiro | Qatar TotalEnergies Open Doha, Catar WTA 1000 US$ 3.664.963 – duro – 56S•32Q•28D                               | Sara Errani Jasmine Paolini          | Jiang Xinyu Wu Fang-hsien             | 7–5, 7–610       |
| 17 de fevereiro | Dubai Duty Free Tennis Championships Dubai, Emirados Árabes Unidos WTA 1000 US$ 3.664.963 – duro – 56S•32Q•28D | Mirra Andreeva                       | Clara Tauson                          | 7–61, 6–1        |
| 17 de fevereiro | Dubai Duty Free Tennis Championships Dubai, Emirados Árabes Unidos WTA 1000 US$ 3.664.963 – duro – 56S•32Q•28D | Kateřina Siniaková · Taylor Townsend | Hsieh Su-wei Jeļena Ostapenko         | 7–65, 6–4        |
| 24 de fevereiro | Mérida Open Akron Mérida, México WTA 500 US$ 1.064.510 – duro – 28S•24Q•16D                                    | Emma Navarro                         | Emiliana Arango                       | 6–0, 6–0         |
| 24 de fevereiro | Mérida Open Akron Mérida, México WTA 500 US$ 1.064.510 – duro – 28S•24Q•16D                                    | Katarzyna Piter Mayar Sherif         | Anna Danilina Irina Khromacheva       | 7–62, 7–5        |
| 24 de fevereiro | ATX Open Austin, Estados Unidos WTA 250 US$ 275.094 – duro – 32S•24Q•16D                                       | Jessica Pegula                       | McCartney Kessler                     | 7–5, 6–2         |
| 24 de fevereiro | ATX Open Austin, Estados Unidos WTA 250 US$ 275.094 – duro – 32S•24Q•16D                                       | Anna Blinkova Yuan Yue               | McCartney Kessler Zhang Shuai         | 3–6, 6–1, [10–4] |

#### Março
| Semana de               | Torneio                                                                                          | Campeã(s)                          | Vice-campeã(s)                    | Resultado         |
| ----------------------- | ------------------------------------------------------------------------------------------------ | ---------------------------------- | --------------------------------- | ----------------- |
| 3 de março 10 de março  | BNP Paribas Open Indian Wells, Estados Unidos WTA 1000 US$ 9.489.532 – duro – 96S•48Q•32D        | Mirra Andreeva                     | Aryna Sabalenka                   | 2–6, 6–4, 6–3     |
| 3 de março 10 de março  | BNP Paribas Open Indian Wells, Estados Unidos WTA 1000 US$ 9.489.532 – duro – 96S•48Q•32D        | Asia Muhammad Demi Schuurs         | Tereza Mihalíková Olivia Nicholls | 6–2, 7–64         |
| 17 de março 24 de março | Miami Open Miami, Estados Unidos WTA 1000 US$ 8.963.700 – duro – 96S•48Q•32D                     | Aryna Sabalenka                    | Jessica Pegula                    | 7–5, 6–2          |
| 17 de março 24 de março | Miami Open Miami, Estados Unidos WTA 1000 US$ 8.963.700 – duro – 96S•48Q•32D                     | Mirra Andreeva Diana Shnaider      | Cristina Bucșa Miyu Kato          | 6–3, 56–7, [10–2] |
| 31 de março             | Credit One Charleston Open Charleston, Estados Unidos WTA 500 US$ – saibro (verde) – 48S•24Q•16D | Jessica Pegula                     | Ekaterina Alexandrova             | 6–2, 2–6, 7–5     |
| 31 de março             | Credit One Charleston Open Charleston, Estados Unidos WTA 500 US$ – saibro (verde) – 48S•24Q•16D | Erin Routliffe Jeļena Ostapenko    | Hailey Baptiste Caty McNally      | 6–2, 5–7, [10–6]  |
| 31 de março             | Copa Colsanitas Zurich Bogotá, Colômbia WTA 250 US$ 275.094 – saibro – 32S•24Q•16D               | Camila Osorio                      | Katarzyna Kawa                    | 6–3, 6–3          |
| 31 de março             | Copa Colsanitas Zurich Bogotá, Colômbia WTA 250 US$ 275.094 – saibro – 32S•24Q•16D               | Cristina Bucșa Sara Sorribes Tormo | Irina Bara Laura Pigossi          | 5–7, 6–2, [10–5]  |

#### Abril
| Semana de               | Torneio                                                                                    | Campeã(s)                                                                                  | Vice-campeã(s) | Resultado                |
| ----------------------- | ------------------------------------------------------------------------------------------ | ------------------------------------------------------------------------------------------ | --- | ------------------------ |
| 7 de abril              | Copa Billie Jean King: qualificatório Competição de longa duração entre países             | Vencedores do qualificatório Japão Espanha Estados Unidos Cazaquistão Ucrânia Grã-Bretanha | Perdedores do qualificatório Canadá Romênia Chéquia Brasil Eslováquia Dinamarca Austrália Colômbia Polônia Suíça Países Baixo Alemanha |                          |
| 14 de abril             | Porsche Tennis Grand Prix Stuttgart, Alemanha WTA 500 US$ – saibro (coberto) – 28S•16Q•16D | Jeļena Ostapenko                                                                           | Aryna Sabalenka | 6–4, 6–1                 |
| 14 de abril             | Porsche Tennis Grand Prix Stuttgart, Alemanha WTA 500 US$ – saibro (coberto) – 28S•16Q•16D | Gabriela Dabrowski Erin Routliffe                                                          | Ekaterina Alexandrova Zhang Shuai | 6–3, 6–3                 |
| 14 de abril             | Open Capfinances Rouen Métropole Rouen, França WTA 250 € – saibro (coberto) – 32S•24Q•16D  | Elina Svitolina                                                                            | Olga Danilović | 6–4, 7–6(10–8)           |
| 14 de abril             | Open Capfinances Rouen Métropole Rouen, França WTA 250 € – saibro (coberto) – 32S•24Q•16D  | Aleksandra Krunić Sabrina Santamaria                                                       | Irina Khromacheva Linda Nosková | 6–0, 6–4                 |
| 21 de abril 28 de abril | Mutua Madrid Open Madri, Espanha WTA 1000 € – saibro – 96S•48Q•32D                         | Aryna Sabalenka                                                                            | Coco Gauff | 6–3, 7–63                |
| 21 de abril 28 de abril | Mutua Madrid Open Madri, Espanha WTA 1000 € – saibro – 96S•48Q•32D                         | Sorana Cîrstea Anna Kalinskaya                                                             | Veronika Kudermetova Elise Mertens | 6–7(10–12), 6–2, [12–10] |

#### Maio
| Semana de             | Torneio | Campeã(s)(o/ões)               | Vice-campeã(s)(o/ões)                | Resultado             |
| --------------------- | --- | ------------------------------ | ------------------------------------ | --------------------- |
| 5 de maio 12 de maio  | Internazionali BNL d'Italia Roma, Itália WTA 1000 € – saibro – 96S•48Q•32D                                         | Jasmine Paolini                | Coco Gauff                           | 6–4, 6–2              |
| 5 de maio 12 de maio  | Internazionali BNL d'Italia Roma, Itália WTA 1000 € – saibro – 96S•48Q•32D                                         | Sara Errani Jasmine Paolini    | Veronika Kudermetova Elise Mertens   | 6–4, 7–5              |
| 19 de maio            | Internationaux de Strasbourg Estrasburgo, França WTA 500 € – saibro – 28S•16Q•16D                                  | Elena Rybakina                 | Liudmila Samsonova                   | 6–1, 6–7(2–7), 6–1    |
| 19 de maio            | Internationaux de Strasbourg Estrasburgo, França WTA 500 € – saibro – 28S•16Q•16D                                  | Tímea Babos Luisa Stefani      | Guo Hanyu Nicole Melichar-Martinez   | 6–3, 6–7(3–7), [10–7] |
| 19 de maio            | Grand Prix Son Altesse Royale La Princesse Lalla Meryem Rabat, Marrocos WTA 250 US$ 275.094 – saibro – 32S•16Q•16D | Maya Joint                     | Jaqueline Cristian                   | 6–3, 6–2              |
| 19 de maio            | Grand Prix Son Altesse Royale La Princesse Lalla Meryem Rabat, Marrocos WTA 250 US$ 275.094 – saibro – 32S•16Q•16D | Maya Joint Oksana Kalashnikova | Angelica Moratelli Camilla Rosatello | 6–3, 7–5              |
| 26 de maio 2 de junho | Torneio de Roland Garros Paris, França Grand Slam € – saibro – 128S•128Q•64D•16DM                                  | Coco Gauff                     | Aryna Sabalenka                      | 6–7(5–7), 6–2, 6–4    |
| 26 de maio 2 de junho | Torneio de Roland Garros Paris, França Grand Slam € – saibro – 128S•128Q•64D•16DM                                  | Sara Errani Jasmine Paolini    | Anna Danilina Aleksandra Krunić      | 6–4, 2–6, 6–1         |
| 26 de maio 2 de junho | Torneio de Roland Garros Paris, França Grand Slam € – saibro – 128S•128Q•64D•16DM                                  | Sara Errani Andrea Vavassori   | Taylor Townsend Evan King            | 6–4, 6–2              |

#### Junho
| Semana de              | Torneio                                                                                             | Campeã(s) | Vice-campeã(s) | Resultado |
| ---------------------- | --------------------------------------------------------------------------------------------------- | --------- | -------------- | --------- |
| 9 de junho             | HSBC Championships Londres, Reino Unido WTA 500 US$ – grama – 32S•24Q•16D                           |           |                |           |
| 9 de junho             | HSBC Championships Londres, Reino Unido WTA 500 US$ – grama – 32S•24Q•16D                           |           |                |           |
| 9 de junho             | Libéma Open 's-Hertogenbosch, Países Baixos WTA 250 € – grama – 32S•24Q•16D                         |           |                |           |
| 9 de junho             | |           |                |           |
| 16 de junho            | Berlim Ladies Open Berlim, Alemanha WTA 500 € – grama – 32S•24Q•16D                                 |           |                |           |
| 16 de junho            | Berlim Ladies Open Berlim, Alemanha WTA 500 € – grama – 32S•24Q•16D                                 |           |                |           |
| 16 de junho            | Rothesay Open Nottingham Nottingham, Reino Unido WTA 250 US$ 275.094 – grama – 32S•24Q•16D          |           |                |           |
| 16 de junho            | |           |                |           |
| 23 de junho            | Bad Homburg Open Bad Homburg, Alemanha WTA 500 US$ – grama – 32S•8Q•16D                             |           |                |           |
| 23 de junho            | Bad Homburg Open Bad Homburg, Alemanha WTA 500 US$ – grama – 32S•8Q•16D                             |           |                |           |
| 23 de junho            | Rothesay International Eastbourne Eastbourne, Reino Unido WTA 250 US$ 275.094 – grama – 32S•24Q•16D |           |                |           |
| 23 de junho            | |           |                |           |
| 30 de junho 7 de julho | Torneio de Wimbledon Londres, Reino Unido Grand Slam £ – grama – 128S•128Q•64D•48DM                 |           |                |           |
| 30 de junho 7 de julho | Torneio de Wimbledon Londres, Reino Unido Grand Slam £ – grama – 128S•128Q•64D•48DM                 |           |                |           |
| 30 de junho 7 de julho | Torneio de Wimbledon Londres, Reino Unido Grand Slam £ – grama – 128S•128Q•64D•48DM                 |           |                |           |

#### Julho
| Semana de               | Torneio                                                                           | Campeã(s)(o/ões) | Vice-campeã(s)(o/ões) | Resultado |
| ----------------------- | --------------------------------------------------------------------------------- | ---------------- | --------------------- | --------- |
| 14 de julho             | Hungarian Grand Prix Budapeste, Hungria WTA 250 € – saibro – 32S•24Q•16D          |                  |                       |           |
| 14 de julho             | Hungarian Grand Prix Budapeste, Hungria WTA 250 € – saibro – 32S•24Q•16D          |                  |                       |           |
| 14 de julho             | Hamburg European Open Hamburgo, Alemanha WTA 250 € – saibro – 32S•24Q•16D         |                  |                       |           |
| 14 de julho             |                                                                                   |                  |                       |           |
| 21 de julho             | Mubadala Citi DC Open Washington, Estados Unidos WTA 500 US$ – duro – 28S•16Q•16D |                  |                       |           |
| 21 de julho             | Mubadala Citi DC Open Washington, Estados Unidos WTA 500 US$ – duro – 28S•16Q•16D |                  |                       |           |
| 21 de julho             | Livesport Prague Open Praga, Tchéquia WTA 250 US$ 275.094 – duro – 32S•24Q•16D    |                  |                       |           |
| 21 de julho             |                                                                                   |                  |                       |           |
| 28 de julho 4 de agosto | Omnium National Bank Montreal, Canadá WTA 1000 US$ – duro – 56S•32Q•28D           |                  |                       |           |
| 28 de julho 4 de agosto | Omnium National Bank Montreal, Canadá WTA 1000 US$ – duro – 56S•32Q•28D           |                  |                       |           |

#### Agosto
| Semana de                   | Torneio                                                                               | Campeã(s)(o/ões) | Vice-campeã(s)(o/ões) | Resultado |
| --------------------------- | ------------------------------------------------------------------------------------- | ---------------- | --------------------- | --------- |
| 4 de agosto 11 de agosto    | Western & Southern Open Cincinnati, Estados Unidos WTA 1000 US$ – duro – 56S•31Q•28D  |                  |                       |           |
| 4 de agosto 11 de agosto    | Western & Southern Open Cincinnati, Estados Unidos WTA 1000 US$ – duro – 56S•31Q•28D  |                  |                       |           |
| 18 de agosto                | Abierto GNP Seguros Monterrey, México WTA 500 US$ – duro – 32S•24Q•16D                |                  |                       |           |
| 18 de agosto                | Abierto GNP Seguros Monterrey, México WTA 500 US$ – duro – 32S•24Q•16D                |                  |                       |           |
| 18 de agosto                | Tennis in the Land Cleveland, Estados Unidos WTA 250 US$ 275.094 – duro – 32S•24Q•16D |                  |                       |           |
| 18 de agosto                |                                                                                       |                  |                       |           |
| 25 de agosto 1º de setembro | US Open Nova York, Estados Unidos Grand Slam US$ – duro – 128S•128D•64D•32DM          |                  |                       |           |
| 25 de agosto 1º de setembro | US Open Nova York, Estados Unidos Grand Slam US$ – duro – 128S•128D•64D•32DM          |                  |                       |           |
| 25 de agosto 1º de setembro | US Open Nova York, Estados Unidos Grand Slam US$ – duro – 128S•128D•64D•32DM          |                  |                       |           |

#### Setembro
| Semana de                     | Torneio                                                                        | Campeã(s) | Vice-campeã(s) | Resultado |
| ----------------------------- | ------------------------------------------------------------------------------ | --------- | -------------- | --------- |
| 8 de setembro                 | Guadalajara Open Akron Guadalajara, México WTA 500 US$ – duro – 56S•32Q•28D    |           |                |           |
| 8 de setembro                 | Guadalajara Open Akron Guadalajara, México WTA 500 US$ – duro – 56S•32Q•28D    |           |                |           |
| 8 de setembro                 | Jasmin Open Tunisia Monastir, Tunísia WTA 250 US$ 275.094 – duro – 32S•16Q•16D |           |                |           |
| 8 de setembro                 |                                                                                |           |                |           |
| 15 de setembro                | Korea Open Seul, Coreia do Sul WTA 500 US$ – duro – 32S•16Q•16D                |           |                |           |
| 15 de setembro                | Korea Open Seul, Coreia do Sul WTA 500 US$ – duro – 32S•16Q•16D                |           |                |           |
| 15 de setembro                | Ningbo Open (1) Liampó, China WTA 250 US$ 275.094 – duro – 32S•24Q•16D         |           |                |           |
| 15 de setembro                |                                                                                |           |                |           |
| 22 de setembro 29 de setembro | China Open Pequim, China WTA 1000 US$ – duro – 96S•48Q•32D                     |           |                |           |
| 22 de setembro 29 de setembro | China Open Pequim, China WTA 1000 US$ – duro – 96S•48Q•32D                     |           |                |           |

#### Outubro
| Semana de     | Torneio                                                                                               | Campeã(s) | Vice-campeã(s) | Resultado |
| ------------- | --- | --------- | -------------- | --------- |
| 6 de outubro  | Wuhan Open Wuhan, China WTA 1000 US$ – duro – 56S•32Q•28D                                             |           |                |           |
| 6 de outubro  | Wuhan Open Wuhan, China WTA 1000 US$ – duro – 56S•32Q•28D                                             |           |                |           |
| 13 de outubro | Ningbo Open (2) Liampó, China WTA 500 US$ – duro – 28S•24Q•16D                                        |           |                |           |
| 13 de outubro | Ningbo Open (2) Liampó, China WTA 500 US$ – duro – 28S•24Q•16D                                        |           |                |           |
| 13 de outubro | Kinoshita Group Japan Open Tennis Championships Osaka, Japão WTA 250 US$ 275.094 – duro – 32S•24Q•16D |           |                |           |
| 13 de outubro | |           |                |           |
| 20 de outubro | Toray Pan Pacific Open Tóquio, Japão WTA 500 US$ – duro – 28S•24Q•16D                                 |           |                |           |
| 20 de outubro | Toray Pan Pacific Open Tóquio, Japão WTA 500 US$ – duro – 28S•24Q•16D                                 |           |                |           |
| 20 de outubro | Guangzhou Open Cantão, China WTA 250 US$ 275.094 – duro – 32S•24Q•16D                                 |           |                |           |
| 20 de outubro | |           |                |           |
| 27 de outubro | Hong Kong Tennis Open · Hong Kong · WTA 250 · US$ 275.094 – duro – 32S•16Q•16D                        |           |                |           |
| 27 de outubro | Hong Kong Tennis Open · Hong Kong · WTA 250 · US$ 275.094 – duro – 32S•16Q•16D                        |           |                |           |
| 27 de outubro | Jiangxi Open Jiujiang, China WTA 250 US$ 275.094 – duro – 32S•16Q•16D                                 |           |                |           |
| 27 de outubro | |           |                |           |
| 27 de outubro | TBD WTA 250 US$ 275.094 – duro – 32S•16Q•16D                                                          |           |                |           |
| 27 de outubro | |           |                |           |

#### Novembro
| Semana de      | Torneio | Campeã(s) | Vice-campeã(s) | Resultado |
| -------------- | --- | --------- | -------------- | --------- |
| 3 de novembro  | WTA Finals Riyadh Riad, Arábia Saudita Torneio de fim de temporada US$ – duro – 8S•8D                            |           |                |           |
| 3 de novembro  | WTA Finals Riyadh Riad, Arábia Saudita Torneio de fim de temporada US$ – duro – 8S•8D                            |           |                |           |
| 10 de novembro | Copa Billie Jean King: Finais Shenzhen, China – duro (coberto) Competição de longa duração entre países US$ – 8E |           |                |           |

## Estatísticas

### Informações sobre os títulos

#### Debutantes
Jogadoras e/ou equipes que foram campeãs pela primeira vez nas respectivas modalidades:
Duplas
- Mirra Andreeva – Brisbane
- Magali Kempen – Cluj-Napoca
- Diana Shnaider – Brisbane
- Anna Sisková – Cluj-Napoca

Duplas mistas
- Olivia Gadecki – Australian Open

#### Defensoras
Jogadoras e/ou equipes que foram campeãs na edição anterior e repetiram o feito na atual temporada nos respectivos torneios e modalidades:
Duplas
- Kateřina Siniaková – Dubai

## Rankings

### Simples

#### Número 1 do mundo
| Jogadora        | Ganhou o posto | Perdeu o posto |
| --------------- | -------------- | -------------- |
| Aryna Sabalenka | antes de 2025  |                |

### Duplas

#### Número 1 do mundo
| Jogadora           | Ganhou o posto | Perdeu o posto |
| ------------------ | -------------- | -------------- |
| Kateřina Siniaková | antes de 2025  |                |

## Distribuição de pontos
A distribuição de pontos para a temporada de 2025 foi definida:
O WTA Finals teve uma atualização: antes fornecia 125 pontos por jogo concluído na fase de grupos. Agora, não mais – os pontos nessa etapa são exclusivamente pelas vitórias – aumentaram de 125 para 200.
| Categoria                | T          | F                                           | SF                                          | QF                                          | R16                                         | R32                                         | R64                                         | R128                                        | Q                                           | Q3                                          | Q2                                          | Q1                                          |
| ------------------------ | ---------- | ------------------------------------------- | ------------------------------------------- | ------------------------------------------- | ------------------------------------------- | ------------------------------------------- | ------------------------------------------- | ------------------------------------------- | ------------------------------------------- | ------------------------------------------- | ------------------------------------------- | ------------------------------------------- |
| Grand Slam (S)           | 2000       | 1300                                        | 780                                         | 430                                         | 240                                         | 130                                         | 70                                          | 10                                          | 40                                          | 30                                          | 20                                          | 2                                           |
| Grand Slam (D)           | 2000       | 1300                                        | 780                                         | 430                                         | 240                                         | 130                                         | 10                                          | –                                           | –                                           | –                                           | –                                           | –                                           |
| WTA Finals (S/D)†        | 900+FG     | 400+FG                                      | FG                                          | Fase de grupos (FG): 200 por vitória        | Fase de grupos (FG): 200 por vitória        | Fase de grupos (FG): 200 por vitória        | Fase de grupos (FG): 200 por vitória        | Fase de grupos (FG): 200 por vitória        | Fase de grupos (FG): 200 por vitória        | Fase de grupos (FG): 200 por vitória        | Fase de grupos (FG): 200 por vitória        | Fase de grupos (FG): 200 por vitória        |
| WTA 1000 (96S, 48Q)      | 1000       | 650                                         | 390                                         | 215                                         | 120                                         | 65                                          | 35                                          | 10                                          | 30                                          | –                                           | 20                                          | 2                                           |
| WTA 1000 (56S, 32Q)      | 1000       | 650                                         | 390                                         | 215                                         | 120                                         | 65                                          | 10                                          | –                                           | 30                                          | –                                           | 20                                          | 2                                           |
| WTA 1000 (28/32D)        | 1000       | 650                                         | 390                                         | 215                                         | 120                                         | 10                                          | –                                           | –                                           | –                                           | –                                           | –                                           | –                                           |
| WTA 500 (48S, 24Q)       | 500        | 325                                         | 195                                         | 108                                         | 60                                          | 32                                          | 1                                           | –                                           | 25                                          | –                                           | 13                                          | 1                                           |
| WTA 500 (30/28S, 24/16Q) | 500        | 325                                         | 195                                         | 108                                         | 60                                          | 1                                           | –                                           | –                                           | 25                                          | –                                           | 13                                          | 1                                           |
| WTA 500 (24D)            | 500        | 325                                         | 195                                         | 108                                         | 60                                          | 1                                           | –                                           | –                                           | –                                           | –                                           | –                                           | –                                           |
| WTA 500 (16D)            | 500        | 325                                         | 195                                         | 108                                         | 1                                           | –                                           | –                                           | –                                           | –                                           | –                                           | –                                           | –                                           |
| WTA 250 (32S, 16Q)       | 250        | 163                                         | 98                                          | 54                                          | 30                                          | 1                                           | –                                           | –                                           | 18                                          | –                                           | 12                                          | 1                                           |
| WTA 250 (16D)            | 250        | 163                                         | 98                                          | 54                                          | 1                                           | –                                           | –                                           | –                                           | –                                           | –                                           | –                                           | –                                           |
| United Cup               | 500 (máx.) | Para mais detalhes, veja United Cup de 2025 | Para mais detalhes, veja United Cup de 2025 | Para mais detalhes, veja United Cup de 2025 | Para mais detalhes, veja United Cup de 2025 | Para mais detalhes, veja United Cup de 2025 | Para mais detalhes, veja United Cup de 2025 | Para mais detalhes, veja United Cup de 2025 | Para mais detalhes, veja United Cup de 2025 | Para mais detalhes, veja United Cup de 2025 | Para mais detalhes, veja United Cup de 2025 | Para mais detalhes, veja United Cup de 2025 |

## Aposentadorias
Notáveis tenistas (campeãs de pelo menos um torneio do circuito WTA e/ou top 100 no ranking de simples ou duplas por pelo menos uma semana) que anunciaram o fim de suas carreiras profissionais durante a temporada de 2025:
Legenda:
- (V) vencedora; (F) finalista; (SF) semifinalista: (QF) quadrifinalista; (#R) derrotada na #ª fase da chave principal; (Q#) derrotada na #ª fase do qualificatório;

- (AO) Australian Open; (RG) Roland Garros; (WC) Wimbledon; (USO) US Open;

- (S) simples; (D) duplas; (DM) duplas mistas.

| 1ª  | S | 09/10/2017 |
| 71ª | D | 15/05/2017 |

| 24 | S |
| 1  | D |

| V | RG | 2018 | S |
| V | WC | 2019 | S |